# I Love You, je t'aime
Pour plus de détails, voir Fiche technique et Distribution.
I Love You, je t'aime (A Little Romance) est un film franco-américain réalisé par George Roy Hill, sorti en 1979. Le film est une adaptation du roman de Patrick Cauvin, E=mc2 mon amour. Le célèbre compositeur Georges Delerue a reçu l’Oscar de la meilleure musique originale pour ce film en 1980.

## Synopsis
Un garçon français, Daniel, et une fille américaine, Lauren, deux adolescents surdoués, sont chacun venus étudier à Paris. Ils se rencontrent et c'est le début d'une histoire d'amour. Ils feront ensuite la connaissance de Julius avec qui ils se lient d'amitié et prennent plaisir à écouter ses contes. Tentant de solidifier leurs amours idylliques d'adolescents, ils séjournent à Venise et réagissent contre un monde d'adultes qui ne comprend rien à la philosophie et à la cinéphilie, leurs passions.

## Fiche technique
- Titre : I Love You, je t'aime
- Titre original : A Little Romance
- Réalisation : George Roy Hill
- Scénario : Allan Burns (en) d'après le roman E=mc² mon amour de Patrick Cauvin
- Musique : Georges Delerue
- Costumes : Rosine Delamare
- Sociétés de distribution : Warner Bros. (États-Unis), Warner Columbia Films (France)
- Pays de production :  France et  États-Unis
- Genre : Aventure et comédie romantique
- Durée : 108 minutes
- Date de sortie :
  - États-Unis : 27 avril 1979

## Distribution
- Laurence Olivier : Julius
- Diane Lane : Lauren King
- Thelonious Bernard : Daniel Michon
- Arthur Hill : Richard King
- Sally Kellerman : Kay King
- Broderick Crawford : lui-même
- David Dukes : George de Marco
- Andrew Duncan : Bob Duryea
- Claudette Sutherland : Janet Duryea
- Graham Fletcher-Cook : Londet
- Ashby Semple : Natalie Woodstein
- Claude Brosset : Michel Michon
- Jacques Maury : Inspecteur Leclerc
- Anna Massey : Mlle Siegel
- Peter Maloney : Martin
- Dominique Lavanant : Mme Cormier

## Autour du film
- Jean-Jacques Annaud, qui venait de recevoir l'Oscar du meilleur film étranger, s'est vu proposer la réalisation de ce film.

## Distinctions

### Récompenses
- Oscar de la meilleure musique de film (meilleure partition originale) pour Georges Delerue[1] lors de la 52e cérémonie de 1980

### Nominations
- Nomination pour l'Oscar du meilleur scénario adapté pour Allan Burns (en)